# Fredede bygninger i Danmark
Dette er en liste over fredede bygninger i Danmark, bortset fra kirker, sorteret alfabetisk efter kommune. Listen er baseret på lister fra Kulturarvsstyrelsen pr. juli 2011. 
Samtlige folkekirker i Danmark er beskyttede (men ikke fredede) efter lov om folkekirkens kirkebygninger og kirkegårde, og disse hører derfor ressortmæssigt under kirkeministeren. Andre bygninger bliver kun fredet, hvis bestemte kriterier er opfyldt, og disse hører ressortmæssigt under kulturministeren. Kulturarvsstyrelsens database indeholder således ikke kirkerne, selvom disse også er fredet, og derfor er disse ikke medtaget i nedenstående liste.
Der er knapt 7.000 fredede bygninger i Danmark fordelt på ca. 4.000 fredningssager. Flere bygninger kan høre til samme bygningskompleks og derfor indgå i én fredningssag. Som eksempler på bygningskomplekser kan nævnes slotte, herregårde, Nyboder og Carlsberg Byen.

## Efter kommune
| Kommune                  | Fredede bygninger i kommunen                  | Antal |
| ------------------------ | --------------------------------------------- | ----- |
| Albertslund              | Fredede bygninger i Albertslund Kommune       | 0     |
| Allerød                  | Fredede bygninger i Allerød Kommune           | 0     |
| Assens                   | Fredede bygninger i Assens Kommune            | 141   |
| Ballerup                 | Fredede bygninger i Ballerup Kommune          | 0     |
| Billund                  | Fredede bygninger i Billund Kommune           | 1     |
| Bornholm                 | Fredede bygninger i Bornholms Regionskommune  | 99    |
| Brøndby                  | Fredede bygninger i Brøndby Kommune           | 1     |
| Brønderslev              | Fredede bygninger i Brønderslev Kommune       | 15    |
| Dragør                   | Fredede bygninger i Dragør Kommune            | 100   |
| Egedal                   | Fredede bygninger i Egedal Kommune            | 2     |
| Esbjerg                  | Fredede bygninger i Esbjerg Kommune           | 187   |
| Fanø                     | Fredede bygninger i Fanø Kommune              | 106   |
| Favrskov                 | Fredede bygninger i Favrskov Kommune          | 30    |
| Faxe                     | Fredede bygninger i Faxe Kommune              | 25    |
| Fredensborg              | Fredede bygninger i Fredensborg Kommune       | 42    |
| Fredericia               | Fredede bygninger i Fredericia Kommune        | 44    |
| Frederiksberg            | Fredede bygninger i Frederiksberg Kommune     | 85    |
| Frederikshavn            | Fredede bygninger i Frederikshavn Kommune     | 85    |
| Frederikssund            | Fredede bygninger i Frederikssund Kommune     | 20    |
| Furesø                   | Fredede bygninger i Furesø Kommune            | 3     |
| Faaborg-Midtfyn          | Fredede bygninger i Faaborg-Midtfyn Kommune   | 224   |
| Gentofte                 | Fredede bygninger i Gentofte Kommune          | 107   |
| Gladsaxe                 | Fredede bygninger i Gladsaxe Kommune          | 5     |
| Glostrup                 | Fredede bygninger i Glostrup Kommune          | 0     |
| Greve                    | Fredede bygninger i Greve Kommune             | 8     |
| Gribskov                 | Fredede bygninger i Gribskov Kommune          | 22    |
| Guldborgsund             | Fredede bygninger i Guldborgsund Kommune      | 103   |
| Haderslev                | Fredede bygninger i Haderslev Kommune         | 134   |
| Halsnæs                  | Fredede bygninger i Halsnæs Kommune           | 22    |
| Hedensted                | Fredede bygninger i Hedensted Kommune         | 23    |
| Helsingør                | Fredede bygninger i Helsingør Kommune         | 246   |
| Herlev                   | Fredede bygninger i Herlev Kommune            | 0     |
| Herning                  | Fredede bygninger i Herning Kommune           | 8     |
| Hillerød                 | Fredede bygninger i Hillerød Kommune          | 34    |
| Hjørring                 | Fredede bygninger i Hjørring Kommune          | 26    |
| Holbæk                   | Fredede bygninger i Holbæk Kommune            | 79    |
| Holstebro                | Fredede bygninger i Holstebro Kommune         | 20    |
| Horsens                  | Fredede bygninger i Horsens Kommune           | 76    |
| Hvidovre                 | Fredede bygninger i Hvidovre Kommune          | 3     |
| Høje-Taastrup            | Fredede bygninger i Høje-Taastrup Kommune     | 0     |
| Hørsholm                 | Fredede bygninger i Hørsholm Kommune          | 38    |
| Ikast-Brande             | Fredede bygninger i Ikast-Brande Kommune      | 2     |
| Ishøj                    | Fredede bygninger i Ishøj Kommune             | 4     |
| Jammerbugt               | Fredede bygninger i Jammerbugt Kommune        | 29    |
| Kalundborg               | Fredede bygninger i Kalundborg Kommune        | 51    |
| Kerteminde               | Fredede bygninger i Kerteminde Kommune        | 58    |
| Kolding                  | Fredede bygninger i Kolding Kommune           | 75    |
| København                | Fredede bygninger i Københavns Kommune        | 1.755 |
| Køge                     | Fredede bygninger i Køge Kommune              | 77    |
| Langeland                | Fredede bygninger i Langeland Kommune         | 74    |
| Lejre                    | Fredede bygninger i Lejre Kommune             | 32    |
| Lemvig                   | Fredede bygninger i Lemvig Kommune            | 9     |
| Lolland                  | Fredede bygninger i Lolland Kommune           | 91    |
| Lyngby-Taarbæk           | Fredede bygninger i Lyngby-Taarbæk Kommune    | 102   |
| Læsø                     | Fredede bygninger i Læsø Kommune              | 13    |
| Mariagerfjord            | Fredede bygninger i Mariagerfjord Kommune     | 54    |
| Middelfart               | Fredede bygninger i Middelfart Kommune        | 39    |
| Morsø                    | Fredede bygninger i Morsø Kommune             | 17    |
| Norddjurs                | Fredede bygninger i Norddjurs Kommune         | 46    |
| Nordfyn                  | Fredede bygninger i Nordfyns Kommune          | 51    |
| Nyborg                   | Fredede bygninger i Nyborg Kommune            | 73    |
| Næstved                  | Fredede bygninger i Næstved Kommune           | 66    |
| Odder                    | Fredede bygninger i Odder Kommune             | 20    |
| Odense                   | Fredede bygninger i Odense Kommune            | 105   |
| Odsherred                | Fredede bygninger i Odsherred Kommune         | 42    |
| Randers                  | Fredede bygninger i Randers Kommune           | 70    |
| Rebild                   | Fredede bygninger i Rebild Kommune            | 12    |
| Ringkøbing-Skjern        | Fredede bygninger i Ringkøbing-Skjern Kommune | 65    |
| Ringsted                 | Fredede bygninger i Ringsted Kommune          | 14    |
| Roskilde                 | Fredede bygninger i Roskilde Kommune          | 70    |
| Rudersdal                | Fredede bygninger i Rudersdal Kommune         | 155   |
| Rødovre                  | Fredede bygninger i Rødovre Kommune           | 2     |
| Samsø                    | Fredede bygninger i Samsø Kommune             | 49    |
| Silkeborg                | Fredede bygninger i Silkeborg Kommune         | 18    |
| Skanderborg              | Fredede bygninger i Skanderborg Kommune       | 14    |
| Skive                    | Fredede bygninger i Skive Kommune             | 26    |
| Slagelse                 | Fredede bygninger i Slagelse Kommune          | 90    |
| Solrød                   | Fredede bygninger i Solrød Kommune            | 0     |
| Sorø                     | Fredede bygninger i Sorø Kommune              | 35    |
| Stevns                   | Fredede bygninger i Stevns Kommune            | 30    |
| Struer                   | Fredede bygninger i Struer Kommune            | 4     |
| Svendborg                | Fredede bygninger i Svendborg Kommune         | 175   |
| Syddjurs                 | Fredede bygninger i Syddjurs Kommune          | 90    |
| Sønderborg               | Fredede bygninger i Sønderborg Kommune        | 125   |
| Thisted                  | Fredede bygninger i Thisted Kommune           | 21    |
| Tønder                   | Fredede bygninger i Tønder Kommune            | 196   |
| Tårnby                   | Fredede bygninger i Tårnby Kommune            | 14    |
| Vallensbæk               | Fredede bygninger i Vallensbæk Kommune        | 0     |
| Varde                    | Fredede bygninger i Varde Kommune             | 33    |
| Vejen                    | Fredede bygninger i Vejen Kommune             | 36    |
| Vejle                    | Fredede bygninger i Vejle Kommune             | 39    |
| Vesthimmerland           | Fredede bygninger i Vesthimmerlands Kommune   | 14    |
| Viborg                   | Fredede bygninger i Viborg Kommune            | 87    |
| Vordingborg              | Fredede bygninger i Vordingborg Kommune       | 161   |
| Ærø                      | Fredede bygninger i Ærø Kommune               | 61    |
| Aabenraa                 | Fredede bygninger i Aabenraa Kommune          | 116   |
| Aalborg                  | Fredede bygninger i Aalborg Kommune           | 55    |
| Aarhus                   | Fredede bygninger i Aarhus Kommune            | 133   |
| Ertholmene (Christiansø) | Fredede bygninger på Ertholmene               | 0     |
| Antal i alt              |                                               | 7.059 |

1. ↑  Ikke med af tekniske årsager